# Gruppenbiografie
Eine Gruppenbiografie ist ein biografisches Nachschlagewerk, das sich bei der Auswahl der dargestellten Personen auf eine bestimmte Gruppe beschränkt. Solche Gruppen können bestimmt sein durch:
- Geschlecht (Beispiel: Chambers biographical dictionary of women.), hier insbesondere die sehr zahlreichen Werke, die Schnittmengen mit anderen Spezialisierungen bilden, zum Beispiel zu in einer bestimmten Disziplin wirkende Frauen (Beispiele: Philosophinnen-Lexikon. Leipzig 1997; Delia Gaze (Hg.): Dictionary of woman artists. London & Chicago 1997)
- soziale Schicht, zum Beispiel Angehörige des Adels (Beispiel: Gothaischer Hofkalender)
- politische Partei (Beispiel: Jürgen Mittag: Die württembergische SPD in der Weimarer Republik. Vierow bei Greifswald 1997)
- Weltanschauung (Beispiel: John Button: The radicalism handbook. London 1995)
- Konfession (Beispiel: Hellmuth Hecker: Lebensbilder deutscher Buddhisten. Konstanz 1996 f.)
- religionsgeprägter Kulturkreis, hier insbesondere das Judentum (Beispiel: David Korn: Wer ist wer im Judentum? München 1996)
- sexuelle Orientierung (Beispiel: Karen-Susan Fessel, Axel Schock: Out! 500 berühmte Schwule, Lesben und Bisexuelle. Berlin 1997)

Eine eigene Gruppe bilden die Fachbiografien, die Angehörige einer wissenschaftlichen Disziplin darstellen (Beispiel: Who was who in egyptology. London 1995) und davon teilweise nur schwer abzugrenzen die Berufsbiografien mit Ausübenden eines bestimmten Berufes (Beispiel: Alma Kreuter: Deutschsprachige Neurologen und Psychiater. München 1996). Hierher gehört auch die große Gruppe der Schriftstellerlexika (Beispiel: Killy Literaturlexikon). Fachbiografien, die sich auf Akademiker und anerkannte Wissenschaftler beschränken, werden auch als Gelehrtenlexikon bezeichnet.
Disziplinen bzw. Berufe, die häufig Gegenstand von Fach- bzw. Berufbiografien sind: Entdecker, Filmregisseure, Fotografen, Germanisten, Historiker, Juristen, Künstler, Kunsthistoriker, Musiker, Naturwissenschaftler, Philosophen, Politikwissenschaftler, Schriftsteller, Sexualwissenschaftler, Soziologen.
Schließlich gibt es noch die Institutionenbiografien, die sich auf Mitglieder einer Institution beschränken, zum Beispiel einer wissenschaftlichen Gesellschaft (Beispiel: Mitgliederverzeichnis der Deutschen Mathematiker-Vereinigung). Beziehen sich solche Werke auf die Mitglieder eines (nationalen) Fach- oder Berufsverbandes, so gibt es eine Überschneidung mit der Fach- bzw. Berufsbiografie. Hier sind auch zu nennen die Informationsmittel zu Mitgliedern von Vereinen und Vereinigungen, zum Beispiel Studentenverbindungen (Beispiel: Helge Dvorak: Biographisches Lexikon der Deutschen Burschenschaft. Heidelberg 1996–1999).
In periodischen, aktualisierenden Ausgaben erscheinende Werke, die (lebende) Angehörige einer Gruppe möglichst vollständig zu erfassen suchen und meist nur Kurzbiografien bieten, werden auch als Kalender bezeichnet, dazu gehören speziell der Adelskalender (Beispiel: Genealogisches Handbuch des Adels), der Gelehrtenkalender (Beispiel: Kürschners Deutscher Gelehrten-Kalender) und der Literaturkalender, der Autoren und im Buchwesen tätige Personen aufführt (Beispiel: Kürschners Deutscher Literatur-Kalender).
Von den beschriebenen Begriffen abweichend bezeichnet man:
- die Geschichte bzw. Darstellung der Entwicklung einer (Musik-)Gruppe auch als Gruppenbiografie,
- den beruflichen Werdegang einer Person auch als Berufsbiografie,
- eine chronologische Darstellung der literarisch bedeutenden Ereignisse eines Jahres auch als Literaturkalender.